# Żmijowa harfa
Żmijowa harfa – powieść fantasy Anny Brzezińskiej nagrodzona Nagrodą im. Zajdla w kategorii powieść za rok 2000.
Stanowi drugą część cyklu powieści o zbóju Twardokęsku. Pozostałe to: Zbójecki gościniec (wyd. rozszerzone jako Plewy na wietrze), oraz Letni deszcz. Kielich i Letni deszcz. Sztylet.
Wydania: SuperNowa 2000 i Runa 2007.